# John Wetzel
John Francis Wetzel (Waynesboro, Virginia; 22 de octubre de 1944) es un exjugador y exentrenador de baloncesto estadounidense que disputó siete temporadas en la NBA, además de ejercer como entrenador de los Phoenix Suns durante una temporada, y varias más como asistente en diversos equipos. Con 1,96 metros de estatura, jugaba en la posición de escolta.

## Trayectoria deportiva

### Universidad
Jugó durante tres temporadas con los Hokies del Instituto Politécnico y Universidad Estatal de Virginia, promediando en su última temporada 18,5 puntos y 8,8 rebotes por partido. Lideró a su universidad en su primera aparición en un torneo de portemporada, el NIT de 1966. En 1965 fue elegido en el segundo mejor quinteto de la Southern Conference.

### Profesional
Fue elegido en la septuagésimo quinta posición del Draft de la NBA de 1966 por Los Angeles Lakers, pero a causa de una fractura en una muñeca, su debut no se produjo hasta bien avanzada la temporada 1967-68, jugando como suplente, promediando 3,7 puntos y 2,2 rebotes por partido.
En 1968 se produjo un Draft de Expansión, siendo elegido por los Phoenix Suns, donde sin embargo no debutaría hasta la temporada 1970-71 debido a que tuvo que cumplir con el servicio militar, promediando 4,7 puntos y 2,2 rebotes por partido. Jugó una temporada más, tras la cual fue despedido, ficando entonces como agente libre por Atlanta Hawks. Allí jugó tres temporadas, siempre como suplente, siendo la más destacada la última de ellas, en la que promedió 3,8 puntos y 1,8 rebotes por partido.
En 1975 fue repescado por los Suns, donde jugaría su última temporada como profesional.

### Entrenador
Tres años después de su retirada, fue contratado por su último equipo, los Suns, como entrenador asistente de John MacLeod. Permaneció en ese puesto hasta que en la temporada 1987-88 fue ascendido a entrenador principal, cargo que ocupó esa única temporada, logrando 28 victorias y 54 derrotas.
Posteriormente regresó al puesto de asistente, en los Portland Trail Blazers (1989-94), Golden State Warriors (1996-97) y Sacramento Kings (1998-04), hasta que en 2004 se retiró definitivamente.

## Estadísticas de su carrera en la NBA

### Temporada regular
| Temporada | Edad | Equipo             | Liga | P   | TIT | MIN  | TC  | TCA | %TC  | 3P | 3PA | %3P | TL  | TLA | %TL  | R.OF. | R.DEF. | REB | ASIS | ROB | TAP | PER | FP  | PTS |
| 1967-68   | 23   | Los Angeles Lakers | NBA  | 38  |     | 11.4 | 1.4 | 3.1 | .437 |    |     |     | 0.9 | 1.2 | .761 |       |        | 2.2 | 1.3  |     |     |     | 1.4 | 3.7 |
| 1970-71   | 26   | Phoenix Suns       | NBA  | 70  |     | 15.6 | 1.8 | 4.1 | .431 |    |     |     | 1.2 | 1.4 | .822 |       |        | 2.2 | 1.6  |     |     |     | 2.2 | 4.7 |
| 1971-72   | 27   | Phoenix Suns       | NBA  | 51  |     | 8.2  | 0.6 | 1.6 | .378 |    |     |     | 0.5 | 0.6 | .800 |       |        | 1.3 | 1.1  |     |     |     | 1.4 | 1.7 |
| 1972-73   | 28   | Atlanta Hawks      | NBA  | 28  |     | 18.0 | 1.5 | 3.4 | .447 |    |     |     | 0.5 | 0.6 | .824 |       |        | 2.1 | 1.4  |     |     |     | 1.5 | 3.5 |
| 1973-74   | 29   | Atlanta Hawks      | NBA  | 70  |     | 17.6 | 1.5 | 3.6 | .425 |    |     |     | 0.6 | 0.8 | .719 | 0.6   | 1.9    | 2.4 | 2.0  | 1.0 | 0.3 |     | 2.1 | 3.6 |
| 1974-75   | 30   | Atlanta Hawks      | NBA  | 63  |     | 12.5 | 1.4 | 3.2 | .426 |    |     |     | 1.1 | 1.2 | .883 | 0.5   | 1.3    | 1.8 | 1.2  | 0.8 | 0.1 |     | 1.7 | 3.8 |
| 1975-76   | 31   | Phoenix Suns       | NBA  | 37  |     | 6.7  | 0.6 | 1.2 | .478 |    |     |     | 0.5 | 0.6 | .833 | 0.2   | 0.8    | 1.0 | 0.5  | 0.2 | 0.1 |     | 0.8 | 1.7 |
| Total     |      |                    | NBA  | 357 |     | 13.2 | 1.3 | 3.0 | .429 |    |     |     | 0.8 | 1.0 | .810 | 0.5   | 1.4    | 1.9 | 1.4  | 0.8 | 0.2 |     | 1.7 | 3.4 |

### Playoffs
| Temporada | Edad | Equipo        | Liga | P | MIN | TCA | TC | 3PA | 3P | TLA | TL | R.OF. | REB | ASIS | ROB | TAP | PER | FP | PTS | %TC  | %3P | %FT   | MIN  | PTS | REB | AST |
| 1972-73   | 28   | Atlanta Hawks | NBA  | 3 | 33  | 3   | 7  |     |    | 0   | 0  |       | 2   | 4    |     |     |     | 6  | 6   | .429 |     |       | 11.0 | 2.0 | 0.7 | 1.3 |
| 1975-76   | 31   | Phoenix Suns  | NBA  | 2 | 5   | 0   | 0  |     |    | 2   | 2  | 0     | 2   | 0    | 0   | 0   |     | 2  | 2   |      |     | 1.000 | 2.5  | 1.0 | 1.0 | 0.0 |
| Total     |      |               | NBA  | 5 | 38  | 3   | 7  |     |    | 2   | 2  | 0     | 4   | 4    | 0   | 0   |     | 8  | 8   | .429 |     | 1.000 | 7.6  | 1.6 | 0.8 | 0.8 |